# Shoma Doi
Shoma Doi (土居 聖真 Doi Shōma?), född  19, är en japansk fotbollsspelare som spelar för Kashima Antlers.
Shoma Doi spelade 2 landskamper för det japanska landslaget.